# Royal Caribbean International
Royal Caribbean International — американская круизная компания со штаб-квартирой в Майами, США, собственником которой является материнская компания Royal Caribbean Cruises Ltd., которая с помощью 42 судов под брендами пяти дочерних предприятий: Celebrity Cruises, Royal Caribbean International, Pullmantur Cruises (которой принадлежит также авиакомпания Pullmantur Air), Azamara Club Cruises и CDF Croisières de France держит под контролем 25,6 % мирового круизного рынка. Все суда, начиная с 1991 года имеют of the Seas в конце названия.

## История предприятия и марки
Royal Caribbean International изначально была основана под названием Royal Caribbean Cruise Line (RCCL) в 1968 году фирмами Anders Wilhelmsen & Company, I.M. Skauge & Company и Gotaas Larsen — все являлись норвежскими пароходствами. Спустя два года вновь образованное предприятие ввело в эксплуатацию своё первое судно Song of Norway. Ещё через год флот удвоился с введением в эксплуатацию судна Nordic Prince. Затем в 1972 году появился наконец Sun Viking. Спустя четыре года успешной эксплуатации RCCL Song of Norway удлинили примерно на 26 метров. Royal Caribbean получила мировое признание, когда в 1982 году Song of America являлся вторым по размеру, а Sun Viking третьим судном в мире. В 1986 году Royal Caribbean Cruise Line приобрела участок побережья в Гаити — Лабади (Labadee), куда могли попасть только гости RCCL. Попытка поглощения Royal Caribbean Cruise Line со стороны Carnival Cruise Lines была сорвана в последний момент. И если Skaugen и Gotaas Larsen хотели согласиться с предложением, то Wilhelmsen в союзе с гостиничной сетью Hyatt предложение Carnival Cruise Lines сорвали. Оба партнёра стали таким образом единственными владельцами Royal Caribbean Cruise Line. В 1988 году RCCL объединилась с Admiral Cruise и превратилась в Royal Admiral Cruises (но позднее снова стала называться Royal Caribbean Cruise Line). После структурной реорганизации предприятия был в веден во флот Sovereign of the Seas — самое большое круизное судно своего времени. Через два года в эксплуатацию были приняты ещё два судна: Nordic Empress и Viking Serenade и быстрый рост внутри компании продолжился. В том же году RCCL приобрела ещё вторую частный остров, Little Stirrup Cay, который затем был переименован в Coco Cay.
На следующий год был принят в эксплуатацию Monarch of the Seas, третье судно класса Sovereign. А через год флот пополнился судном Majesty of the Seas. Большое количество пассажиров, перевозимых судами, и растущая доля на рынке придали RCCL храбрости для выхода в 1993 году на биржу. В последующие годы рост только увеличивался. Была построена новая штаб-квартира в Майами, а Nordic Prince был заменён судном Legend of the Seas.
Следующий год принёс прибыль. Два новых судна были приняты в эксплуатацию: Splendour of the Seas и Grandeur of the Seas. В 1996 году предприятие заключило договор с Aker Yards на строительство новых судов водоизмещением в 130 000 тонн. Самое старое судно Song of Norway было продано, а в эксплуатацию приняли два новых судна класса Vision: Rhapsody of the Seas и Enchantment of the Seas. Компания приобрела Celebrity Cruises и сменила название с Royal Caribbean Cruise Line на Royal Caribbean International. В следующем году, когда из эксплуатации вывели Song of America и Sun Viking, компания получила звание «современного круизного предприятия». В 1998 г. в эксплуатацию было принято судно Vision of the Seas, последнее судно класса Vision. В 2004 году RCCL снова вошло в историю, когда Enchantment of the Seas удлинили на 22 метра.
В 1999 г. в эксплуатацию было принято судно Voyager of the Seas. Оно стало самым большим судном своего времени и привлекло к себе много внимания в прессе. В последующие два года последовали Explorer of the Seas и первое дружественное для окружающей среды круизное судно Radiance of the Seas, а также появился новый маршрут — Аляска. В 2002 году состоялся дебют Navigator of the Seas, а также Brilliance of the Seas, второго судна класса Radiance. В том же году Royal Caribbean Cruises Ltd. стремилось объединиться с P&O-Princess Cruises Ltd. (P&O), но в ответ на это Carnival Cruise Lines выступил с 5,67 миллиардным предложением в американских долларах за P&O-Princess Cruises, которое в конце концов было принято акционерами P&O. Поэтому Royal Caribbean Cruises Ltd. осталась номером Два в круизном бизнесе. На Serenade of the Seas и Mariner of the Seas установили стенки для скалолазания — скалодромы, которые стали новым опознавательным знаком Royal Caribbean. Jewel of the Seas поступило в 2004 г., а Nordic Empress было модернизировано и переименовано в Empress of the Seas, затем переданное в Pullmantur Cruises под именем Empress.
Строительство Freedom of the Seas началось на верфи Aker Finnyards в 2005 г и заступило на службу уже как самое большое судно в мире. Причём в классе Freedom имеется ещё два судна: Liberty of the Seas и Independence of the Seas, которые были выпущены соответственно в 2007 и 2008 годах. Однако вскоре и их размеры померкли перед размерами гигантов Oasis of the Seas и Allure of the Seas, введённых в эксплуатацию в 2009 и в 2010 г. соответственно.
25 октября 2012 года компания Royal Caribbean объявила, что будет строить третье судно класса Oasis — Harmony of the Seas. Строительство началось 27 декабря 2012 года, а уже 19 июня 2015 года судно было спущено на воду. Ходовые испытания корабля начались 10 марта 2016 года. В первый круиз судно отправилось 15 мая 2016 года. 6 ноября 2016 лайнер отправился в свой первый рейс из нового порта приписки — Эверглейдс, Флорида. Круизное судно является самым большим в мире — его длина составляет 362 м (на два метра больше, чем длина Allure of the Seas).
В октябре 2015 года было начато строительство четвертого лайнера класса Oasis — Symphony of the Seas. Лайнер станет самым большим в мире, первый круиз состоится в апреле 2018 года.

## Круизные суда Royal Caribbean International
Каждое судно Royal Caribbean International имеет Viking Crown Lounge (панораму), которую всегда можно найти на верхней палубе. Далее большинство судов помимо прочего оснащены стенкой для скалолазания, барами, кафе, фитнес-центрами и зонами отдыха, главным рестораном и альтернативными столовыми, куда можно заходить в более раскованной одежде. Имеются специальные детские и молодёжные программы под названием «Adventure Ocean». Первым судном было Song of Norway, а нынешний флот состоит из:

### КлассIcon
Icon — строящийся класс, который станет самым большим классом круизных лайнеров, из когда-либо построенных. Royal Caribbean планирует получить три корабля класса Icon к 2026 году.
| Название         | Заводской номер | Фото | Введено в эксплуатацию в Royal Caribbean International | Кол-во пассажиров | Кол-во палуб | Тоннаж  | Длина | Кормовой флаг     |
| Icon of the Seas | NB-1400         |      | январь 2024 года                                       | 7600              | 20           | 250 800 | 364,8 | Багамские Острова |
| Star of the Seas | NB-1401         |      | строится                                               |                   |              | 200 000 |       |                   |

### КлассQuantum
Quantum — класс, включающий вторые по величине круизные суда в мире. Первый корабль, Quantum of the Seas, был спущен на воду в ноябре 2014 года ещё два корабля, Anthem of the Seas и Ovation of the Seas, будут выпущены в 2015 и 2016 годах соответственно.
| Подкласс            | Название             | Заводской номер | Фото                | Введено в эксплуатацию в Royal Caribbean International | Кол-во пассажиров | Кол-во палуб | Тоннаж  | Длина             | Кормовой флаг     |
|                     | Quantum of the Seas  | S. 697          |                     | 28 октября 2014 года                                   | 4180              | 18           | 168 666 | 347,1             | Багамские Острова |
| Anthem of the Seas  |                      |                 | 10 апреля 2015 года | 4905                                                   | 18                | 168 666      | 348     | Багамские Острова |                   |
| Ovation of the Seas |                      |                 | 14 апреля 2016 года | 4905                                                   | 18                | 168 666      | 348     | Багамские Острова |                   |
| Quantum Ultra       | Spectrum of the Seas |                 |                     | 11 апреля 2019 года                                    | 4905              |              | 169 379 | 347,11            | Кипр              |
| Quantum Ultra       | Odyssey of the Seas  |                 |                     | 31 марта 2021 года                                     | 5510              |              | 167 704 | 347,01            | Багамские Острова |

### КлассOasis
Первое судно класса Oasis было построено в 2009 году и стало самым большим пассажирским судном в мире, обойдя по размерам суда класса Freedom. Первое судно носит имя Oasis of the Seas, второе называется Allure of the Seas. Суда имеют водоизмещение 220 000 брт и в состоянии брать на борт до 5400 пассажиров. Стоимость строительства составила порядка 900 млн евро за единицу.
| Название             | Заводской номер | Фото | Введено в эксплуатацию в Royal Caribbean International | Кол-во пассажиров | Кол-во палуб | Тоннаж  | Длина  | Кормовой флаг     |
| Oasis of the Seas    | 1363            |      | 5 декабря 2009 года                                    | 6360              | 16           | 225 282 | 360    | Багамские Острова |
| Allure of the Seas   | 1364            |      | 1 декабря 2010 года                                    | 6360              | 16           | 225 282 | 360,01 | Багамские Острова |
| Harmony of the Seas  | A34             |      | 29 мая 2016 года                                       | 6780              | 16           | 226 963 | 362,12 | Багамские Острова |
| Symphony of the Seas | B34             |      | 7 апреля 2018 года                                     | 6680              | 16           | 228 081 | 362.1  | Багамские Острова |
| Wonder of the Seas   | C34             |      | 4 марта 2022 года                                      | 6988              | 18           | 236 857 | 362.04 | Багамские Острова |
| Utopia of the Seas   |                 |      | строится                                               |                   |              |         |        |                   |

### КлассFreedom
Судно Freedom of the Seas покинуло верфь Aker Yards в Турку (Финляндия) 24 апреля 2006 года. После короткой остановки в Гамбурге судно отправилось в Нью-Йорк на церемонию крещения и наконец 4 июня 2006 г. совершило свой первый официальный круиз. Второе судно Liberty of the Seas было передано заказчику в мае 2007 г. Имея водоизмещение 154 407 брт, оно превосходит RMS Queen Mary 2, как самое большое пассажирское судно в мире.
Особенностью является Flow Rider и зона H2O для детей. Freedom of the Seas следует традиции класса Voyager, что касается Royal Promenade, где имеется Irish Pub, магазины, бары и открытое круглосуточно кафе.
| Название                 | Заводской номер | Фото | Введено в эксплуатацию в Royal Caribbean International | Кол-во пассажиров | Кол-во палуб | Тоннаж  | Длина  | Флаг              |
| Freedom of the Seas      | 1352            |      | 4 июня 2006 года                                       | 4375              | 15           | 154 407 | 338,77 | Багамские Острова |
| Liberty of the Seas      | 1353            |      | 19 мая 2007 года                                       | 4375              | 15           | 154 407 | 339    | Багамские Острова |
| Independence of the Seas | 1354            |      | 2 мая 2008 года                                        | 4375              | 15           | 154 407 | 339    | Багамские Острова |

### КлассVoyager
Самый большой класс пассажирских судов после классов Freedom и Oasis, а также RMS Queen Mary 2. Суда также строились на верфи Aker Yards (тогда ещё она называлась Aker Kvaerner) в Финляндии. На них также был торговый променад. На борту судна много возможностей для занятий спортом: баскетбольные и волейбольные площадки, ледовая дорожка, 3 плавательных бассейна, мини-гольф, Skate Ring, Walk-A-Mile (на 12-й палубе) и стенка для скалолазания (скалодром).
| Название              | Заводской номер | Фото | Введено в эксплуатацию в Royal Caribbean International | Кол-во пассажиров | Кол-во палуб | Тоннаж  | Длина  | Кормовой флаг     |
| Voyager of the Seas   | 1344            |      | 21 ноября 1999 года                                    | 3840              | 15           | 137 276 | 311,12 | Багамские Острова |
| Explorer of the Seas  | 1345            |      | 28 октября 2000 года                                   | 3840              | 15           | 137 308 | 311,12 | Багамские Острова |
| Adventure of the Seas | 1346            |      | 18 ноября 2001 года                                    | 3807              | 15           | 137 376 | 311,12 | Багамские Острова |
| Navigator of the Seas | 1347            |      | 14 декабря 2002 года                                   | 3807              | 15           | 138 279 | 311,1  | Багамские Острова |
| Mariner of the Seas   | 1348            |      | 16 ноября 2003 года                                    | 3807              | 15           | 138 279 | 311,12 | Багамские Острова |

### КлассRadiance
Все суда данного класса имеют экологически чистые газотурбинные приводы. Лифты на судах класса Radiance выполнены из стекла, судно имеет более 700 кают с балконом, два ресторана с окнами, стеклянную крышу с районе бассейна, бассейн на открытом воздухе и помещение для бильярда. Строительство осуществлялось в Германии в 2001—2004 годах на Meyer Werft в Папенбурге.
| Название               | Заводской номер | Фото | Введено в эксплуатацию в Royal Caribbean International | Кол-во пассажиров | Кол-во палуб | Тоннаж | Длина | Кормовой флаг     |
| Radiance of the Seas   | 655             |      | 10 марта 2001 года                                     | 2502              | 13           | 90 090 | 293,2 | →                 |
| Brilliance of the Seas | 656             |      | 19 июля 2002 года                                      | 2502              | 12           | 90 090 | 293,2 | Багамские Острова |
| Serenade of the Seas   | 657             |      | 1 августа 2003 года                                    | 2502              | 12           | 90 090 | 293,2 | Багамские Острова |
| Jewel of the Seas      | 658             |      | 8 мая 2004 года                                        | 2502              | 13           | 90 090 | 293,2 | Багамские Острова |

### КлассVision
Legend of the Seas и Splendour of the Seas немного отличаются от класса Vision, поскольку они являются единственными судами данного класса, на которых установлена одна площадка для гольфа при том, что их водоизмещение меньше на 5000 брт. На других судах класса Vision нет площадки для гольфа и имеют водоизмещение 80 000 — 83 000 брт.
В 2004 году Enchantment of the Seas был удлинён примерно на 22 метра для добавления бассейна с висячим мостом, ресторанов и с целью увеличения места для пассажиров.
| Название                | Заводской номер | Фото | Введено в эксплуатацию в Royal Caribbean International | Кол-во пассажиров | Кол-во палуб | Тоннаж          | Длина          | Кормовой флаг |
| Legend of the Seas      | A31             |      | 16 мая 1995 года                                       | 2074              | 11           | 69 130          | 264            | →             |
| Splendour of the Seas   | B31             |      | 31 марта 1996 года                                     | 2074              | 11           | 69 130          | 264,26         | →             |
| Grandeur of the Seas    | 492             |      | 14 декабря 1996 года                                   | 2440              | 11           | 73 817          | 279,1          | →             |
| Rhapsody of the Seas    | E31             |      | 19 мая 1997 года                                       | 2416              | 11           | 78 491          | 278,94         | →             |
| Enchantment of the Seas | 493             |      | 13 июля 1997 года                                      | 2730              | 11           | 74 136 → 82 910 | 279,6 → 301,36 | →             |
| Vision of the Seas      | F31             |      | 2 мая 1998 года                                        | 2416              | 11           | 78 340          | 279            | →             |

### КлассSovereign
Суда этого класса были первыми гигантами. Строились на верфи Chantiers de l'Atlantique в Сен-Назер, Франция. У судов класса Sovereign впервые появился открытый Atrium. Как и на других огромных судах класс Sovereign имеет бассейны, бары, кафе и большой театр. В 2004 году Monarch of the Seas прошёл модернизацию в сухом доке, а за ним эту операцию прошли Sovereign (2005) и Majesty of the Seas (2007). Новшеством явились каюты большего размера, большие холлы, Johnny Rockets, скалодром, новые бассейны и больше места для комфорта.
| Название            | Заводской номер | Фото | Введено в эксплуатацию в Royal Caribbean International | Кол-во пассажиров | Кол-во палуб | Тоннаж | Длина  | Кормовой флаг |
| Majesty of the Seas | B30             |      | 26 апреля 1992 года                                    | 2767              | 13           | 74 077 | 268,32 | →             |

### Проданные суда
| Название                                      | Заводской номер | Фото | Введено в эксплуатацию в Royal Caribbean International | Продано | Кол-во пассажиров | Тоннаж        | Длина  | Нынешний владелец               |
| Song of Norway (Formosa Queen)                | 392             |      | 7 ноября 1970 года                                     | 1997    | 724               | 18 416        | 194,32 | Продан на слом в 2013 году      |
| Nordic Prince (Ocean Star Pacific)            |                 |      | 31 июля 1971 года                                      | 1995    | 714/1231          | 18 346/23 149 | 193,65 | PV Enterprises International    |
| Sun Viking (Oriental Dragon)                  | 394             |      | 10 ноября 1972 года                                    | 1998    | 882               | 18 559        | 171,69 | Oceanic Group International Ltd |
| Song of America (Celestyal Olympia)           | 431             |      | 11 ноября 1982 года                                    | 1999    | 1575              | 37 584        | 214,51 | Louis Cruise Lines              |
| Viking Serenade (Island Escape)               | 164             |      | 27 января 1990 года                                    | 2002    | 1606              | 26 747        | 185,25 | Thomson Cruises                 |
| Nordic Empress/ Empress of the Seas (Empress) | G29             |      | 31 мая 1990 года                                       | 2008    | 1850              | 48 563        | 210,81 | Pullmantur Cruises              |
| Sovereign of the Seas (Sovereign)             | A29             |      | 19 декабря 1987 года                                   | 2008    | 2852              | 73 192        | 268,33 | Pullmantur Cruises              |
| Monarch of the Seas (Monarch)                 | A30             |      | 17 ноября 1991 года                                    | 2013    | 2766              | 73 937        | 268,32 | Pullmantur Cruises              |

## Список-таблица
| Судно                    | Заказано   | Спуск на воду | Первый рейс | Тоннаж  | Статус         | Выведено из эксплуатации |
| ------------------------ | ---------- | ------------- | ----------- | ------- | -------------- | ------------------------ |
| Song of Norway           | ???        | 02.12.1969    | 1970        | 18 000  | продано        | 1996                     |
| Nordic Prince            | ???        | 09.07.1970    | 1971        | 23 000  | продано        | 1995                     |
| Sun Viking               | ???        | 27.11.1971    | 1972        | 18 455  | продано        | 1998                     |
| Song of America          | ???        | 26.11.1981    | 5.12.1982   | 37 584  | продано        | 1999                     |
| Sovereign of the Seas    | ???        | 04.04.1987    | 16.1.1988   | 73 192  | продано        | 2008                     |
| Empress of the Seas      | ???        | 25.08.1989    | 25.6.1990   | 48 563  | продано        | 2008                     |
| Viking Serenade          | 12.03.1980 | 16.10.1981    |             | 40 132  | продано        | 2002                     |
| Monarch of the Seas      | ???        | 21.09.1990    | 17.11.1991  | 73 941  | продано        | 2013                     |
| Majesty of the Seas      | ???        | 29.08.1991    | 26.4.1992   | 73 941  | в эксплуатации |                          |
| Legend of the Seas       | ???        | ???           | 16.5.1995   | 69 130  | в эксплуатации |                          |
| Splendour of the Seas    | ???        | 10.1994       | 31.03.1996  | 69 130  | в эксплуатации |                          |
| Grandeur of the Seas     | ???        | 01.03.1996    | 14.12.1996  | 74 000  | в эксплуатации |                          |
| Rhapsody of the Seas     | ???        | ???           | 19.05.1997  | 78 491  | в эксплуатации |                          |
| Enchantment of the Seas  | ???        | 21.11.1996    | 13.7.1997   | 74 140  | в эксплуатации |                          |
| Vision of the Seas       | ???        | 01.09.1997    | 2.5.1998    | 78 491  | в эксплуатации |                          |
| Voyager of the Seas      | ???        | 27.11.1998    | 21.11.1999  | 142 000 | в эксплуатации |                          |
| Explorer of the Seas     | ???        | 04.11.1999    | 28.10.2000  | 137 308 | в эксплуатации |                          |
| Radiance of the Seas     | 28.04.1998 | 15.10.2000    | 07.04.2001  | 90 090  | в эксплуатации |                          |
| Adventure of the Seas    | ???        | 05.01.2001    | 18.11.2001  | 138 000 | в эксплуатации |                          |
| Navigator of the Seas    | ???        | 25.01.2002    | 14.12.2002  | 138 000 | в эксплуатации |                          |
| Brilliance of the Seas   | ???        | 31.05.2002    | 19.07.2002  | 90 090  | в эксплуатации |                          |
| Serenade of the Seas     | ???        | 20.06.2003    | 1.8.2003    | 90 090  | в эксплуатации |                          |
| Mariner of the Seas      | ???        | ???           | 16.11.2003  | 138 000 | в эксплуатации |                          |
| Jewel of the Seas        | ???        | 13.3.2004     | 08.05.2004  | 90 090  | в эксплуатации |                          |
| Freedom of the Seas      | 11.2003    | 19.08.2005    | 06.05.2006  | 154 407 | в эксплуатации |                          |
| Liberty of the Seas      | 30.09.2004 | 04.08.2006    | 19.05.2007  | 154 407 | в эксплуатации |                          |
| Independence of the Seas | 11.2003    | 14.09.2007    | 05.2008     | 154 407 | в эксплуатации |                          |
| Oasis of the Seas        | 06.02.2006 | 21.11.2008    | 01.12.2009  | 225 282 | в эксплуатации |                          |
| Allure of the Seas       | 31.03.2007 | 20.11.2009    | 11.2010     | 225 282 | в эксплуатации |                          |

## Частные пляжи
Royal Caribbean International эксплуатирует два частных пляжа, которые суда посещают при следовании в Карибском море и на Багамы: Labadee, участок побережья на севере Гаити и Coco Cay (ранее Little Stirrup Cay), частный остров Berry на Багамах. На каждом острове несколько пляжей, крытые помещения для приёма пищи, санузлы, места для сидения под пальмами.
- Пляж Labadee
- Пляж на Coco Cay
- Пляж Great Harbor Cay на острове Berry

## Безопасность
После ряда происшествий на круизных судах Royal Caribbean International занялось повышением безопасности на борту, на работу принимается всё больше охранников и устанавливается всё больше видеокамер.
На каждом корабле установлены:
- металлодетектор и рентгеновские приборы (как в аэропортах) для предотвращения, например, попадания на борт оружия.
- система опознавания личности позволяет идентифицировать каждого пассажира.

## Случай с Джоржем Алленом Смитом
В июле 2005 года во время своего свадебного путешествия на борту «Brilliance of the Seas» бесследно исчез Джорж Аллен Смит (англ. George Allen Smith). Позднее нашли кровь на одной детали судна под оснащёнными балконами каютами. После поисков выяснилось, что George Allen Smith, по всей видимости, упал за борт. Позднее родственники получили компенсацию в один миллион долларов США.

### Комментарии
1. 1 2  В 2005 году была добавлена средняя секция длиной 22-23 м.
2. ↑  Модернизирован в 2007 году.
3. 1 2  Модернизирован в 1980 году.
4. ↑  Используется как плавучее казино.
5. ↑  Спущен на воду в 1982 году.
6. ↑  Переименован в Empress of the Seas в 2004 году.
7. ↑  Модернизирован в 2005 и 2011 годах.